# Ernst Höpfner
Karl Friedrich Ludwig Ernst Höpfner (* 3. Juni 1836 in Rawitsch, Posen; † 28. Februar 1915 in Göttingen) war ein deutscher Pädagoge und höherer Beamter.

## Leben
Der promovierte Höpfner war als Oberlehrer in Neuruppin tätig und wurde 1894 Vortragender Rat und 1906 Wirklicher Geheimer Oberregierungsrat im Kulturministerium. Er ging als Kurator an die Universität Göttingen, wo er bis zu seiner Pensionierung am 1. Januar 1907 wirkte.
Höpfner war seit 1864 mit Helene Plathner und seit 1902 mit Else Zoepritz, Witwe des Historikers Bernhard von Kugler verheiratet. Seine Tochter Johanna (* 1874) heiratete den Mathematiker Arnold Sommerfeld.

## Werke
- G. R. Weckherlin's Oden und Gesänge. Ein Beitrag zur Geschichte der deutschen Dichtung. Stilke und van Muyden, Berlin 1865.
- Reformbestrebungen auf dem Gebiete der deutschen Dichtung des XVI. und XVII. Jahrhunderts. Ein Beitrag zur Geschichte der deutschen Dichtung. Lange, Berlin 1866.